# HD+
HD+ ist ein kostenpflichtiges Angebot, Fernsehen in HD-Qualität zu empfangen. Der Service wird vertrieben von der HD PLUS GmbH, einem Tochterunternehmen von SES S.A., die das Astra-Satellitensystem betreibt. Mit HD+ können 35 verschlüsselte private TV-Sender in HD-Qualität sowie drei UHD-Sender empfangen werden (Stand: November 2024). Weitere 6 Sender sind im „Trendsportpaket“ enthalten, das mit zusätzlichen Kosten verbunden ist.

## Geschichte
Seit dem 1. November 2009 werden auf dieser Plattform HDTV-Versionen von RTL und VOX gesendet. Die HD-Sender von Sat.1, ProSieben und Kabel Eins kamen am 31. Januar 2010 hinzu. Seit Start der HD-Plattform wird der Anteil an Sendungen, die in nativem HD ausgestrahlt werden, nach und nach ausgebaut. Nachdem zunächst fast ausschließlich US-Filme und US-Serien in HD ausgestrahlt wurden, konnten auch Eigenproduktionen in HD produziert und gesendet werden. Große Sportübertragungen wurden zunehmend in nativem HD ausgestrahlt.
Am 5. Februar 2013 vermeldete das Medienmagazin DWDL.de, dass HD+ nach über drei Jahren mehr als eine Million zahlende Kunden gehabt habe. Nach Angaben der HD PLUS GmbH hatte HD+ zum 30. September 2013 2,68 Millionen Nutzer, davon 1,28 Millionen zahlende Kunden. Ende 2015 betrug die Zahl der HD+-Kunden etwa 2,94 Mio., wovon etwa 1,84 Mio. Kunden mit kostenpflichtigem Abonnement waren. Nach eigenen Angaben lagen die Nutzerzahlen von HD+ 2017 bei ca. 2,1 Mio. Kunden. Zusätzlich zu den zahlenden Kunden befanden sich rund 850.000 Haushalte in der kostenlosen HD+-Testphase. Gegenüber dem Vorjahr konnte HD+ damit ein Wachstum von 45 Prozent erzielen.

## Mitbewerber
Am 28. März 2018 startete der Mitbewerber Freenet TV über Astra Satellit. Neben dem DVB-T2 HD Angebot wurden über DVB-S2 die Sender wie bei HD+ in 1080i und H.264 ausgestrahlt. Aufgrund des geringen Erfolgs wurde die Vermarktung von Freenet TV HD via Satellit ab 5. Februar 2020 eingestellt und zum 31. Dezember 2020 abgeschaltet.
Ein weiterer Anbieter war Diveo, eine Marke der M7 Group (Luxembourg). Diveo wurde im Februar 2018 gestartet, mangels Nachfrage wurde der Dienst bis Ende 2019 vollständig eingestellt. Vergleichbar war Diveo mit dem österr. Pay-TV Anbieter Canal+ Austria, zu Diveos Zeit noch bekannt unter dem Namen HD AUSTRIA.

## Beschränkungen
Sender können bei HD+ Aufnahmen reglementieren oder ganz unterbinden. Sie können für jede einzelne Sendung (Stand: 2010)
- die Aufnahme gänzlich unterbinden,
- die Wiedergabe von TV-Aufnahmen zeitlich begrenzen (zwischen sechs Stunden und 61 Tagen)
- zeitversetztes Fernsehen gänzlich unterbinden oder begrenzen (zum Beispiel nur bis 90 Minuten nach Sendungsende)
- TV-Aufnahmen unter Einsatz des individuellen Schlüssels des DVB-Recorders an das jeweilige Gerät binden, die dann nicht von anderen Geräten wiedergegeben werden können. Auch das Aufzeichnen auf einer externen Festplatte kann verhindert werden.
- das Vorspulen (z. B. zum Überspringen von Werbung) gänzlich unterbinden.
- festlegen, ob und in welcher Auflösung (evtl. Downscaling auf SDTV) die Videoausgabe über den analogen Ausgang (z. B. SCART) erfolgen kann und ob diese mit einem Kopierschutz (Macrovision) versehen wird, wie etwa bei HDTV-Sendungen.

Seit dem 16. April 2014 wurde möglich, bei Sat.1 HD, ProSieben HD, Kabel eins HD, sixx HD und ProSieben Maxx HD per HD+-Receiver oder CI+-Modul aufgezeichnete Sendungen mit bis zu achtfacher Geschwindigkeit vorzuspulen. Bei anderen Sendern waren keine Aufzeichnungen über das CI+-Modul möglich, jedoch stand eine 90-minütige Timeshift-Funktion zur Verfügung. Über Sky waren grundsätzlich keine Aufnahmen möglich.

## Technik
Voraussetzung für den Empfang ist ein HD+-Receiver (HDTV-Receiver oder UHD-TV-Receiver, der um die geforderten Eigenschaften erweitert wurde) oder ein HD+-Modul, das über die entsprechende Konsortium CI-Plus-Schnittstelle in einem TV-Gerät oder einem Receiver wirkt, oder ein TV-Gerät, in dem HD+ direkt integriert ist. Diese Geräte entschlüsseln die mit dem Verschlüsselungsverfahren Nagravision verschlüsselten Fernsehsignale. Unverschlüsselte HDTV-Sender nach DVB-S- und DVB-S2-Standard bleiben empfangbar. Ein Empfang der Programme des Pay-TV-Anbieters Sky Deutschland ist in einem HD+-Receiver mit einem Sky-CI-Plus-Modul nur möglich, wenn der HD+-Receiver über einen CI-Plus-Steckplatz verfügt.
Einige HD+-Receiver boten mittels CI-Schnittstelle und einem geeigneten AlphaCrypt-CAM (Modul) an. Seit Juni 2011 ist der Empfang von HD+ auch mit Sky-Receivern möglich.
Für die Sky-Receiver werden die Fernsehsignale zusätzlich in Videoguard verschlüsselt. Für die über die HD+-Plattform gesendeten HDTV-Sender werden dann die erweiterten Eigenschaften benötigt, die nicht Umfang der DVB-Norm sind. Eine vollständige Unterstützung von HD+ ist nach aktuellem Stand nur mit speziellen HD+-tauglichen Receivern möglich. Diese müssen entweder direkt für HD+ freigegeben sein, oder über eine CI+-Schnittstelle verfügen, in die dann die neuen Module zum Einsetzen der HD+-Smartcard gesetzt werden können. Zum Zeitpunkt der Markteinführung von HD+ im Jahr 2009 war eine Reihe von HDTV-Receivern, die HD+ nicht entschlüsselten konnten, weil sie nicht mit einer CI+-Schnittstelle ausgestattet waren. Einige Receiver-Hersteller stellten ein Firmware-Update bereit, mit dem Receiver nachgerüstet werden konnten. Darunter Hersteller wie Humax, TechniSat und Vantage. Zusätzlich zum Firmware-Update konnten Kunden CI-CAMs (Module), die Legacy-Module genannt werden, erwerben. Später wurde auf der HD+-Webseite eine Liste der per CI-CAMs nachrüstbaren Empfangsgeräte veröffentlicht. Diese Updates und besonderen Module liefern dann unter anderem die verschärften Kopierschutzmechanismen nach, die die Sender und/oder Rechteinhaber für eine Ausstrahlung von HDTV-Sendungen fordern. Eine Aufnahme von HD+-Sendern ist nur mit einigen auf diese Weise nachgerüsteten Receivern möglich.

## Empfangswege
Im Kaufpreis eines HD+-Satellitenreceivers, HD+ Moduls oder bei einem TV mit integriertem HD+ ist die Möglichkeit enthalten, die ersten sechs Monate gebührenfrei HD+ zu empfangen (anfangs 12 Monate), danach müssen PrePaid-Verlängerungen erworben werden, zudem führte HD+ im Mai 2014 auch ein Abo-Modell ein. Es wird für die HD+-Karten der Verschlüsselungsstandard Nagravision sowie für Sky-Receiver der Verschlüsselungsstandard Videoguard verwendet.

### HD+ Sat
HD+ ist zwischenzeitlich über mehrere Wege zu empfangen. HD+-Receiver sind im Fachhandel erhältlich und bereits mit einer HD+-Karte ausgestattet. Für Neukunden ist zudem das HD+-Sender-Paket inklusive, mit dem die 26 HD-Sender sowie, sofern es sich um ein UHD-TV-Geräte handelt, 3 UHD-Sender empfangen werden können. Neben den Receivern gibt es die Möglichkeit, TV-Geräte, die einen CI-Slot besitzen, mit einem HD+-Modul nachzurüsten. Seit dem Frühjahr 2019 ist HD+ direkt in Fernseher von Panasonic und Samsung, Sony und Philips (folgten 2021) und seit 2020 in Vestel-Markengeräte integriert und mit diesen TVs ohne zusätzliche Hardware nutzbar. Seit 1. Juni 2011 ist ein Empfang über den Pay-TV-Anbieter Sky Deutschland zusätzlich möglich. HD+ wird dabei auf der vorhandenen Sky-Smartcard (NDS-Verschlüsselung) freigeschaltet.
Seit September 2011 ist HD+ auch über MagentaTV Sat der Telekom Deutschland empfangbar. Durch eine Vereinbarung mit dem Fachverband Rundfunk- und Breitbandkommunikation (FRK) ist HD+ darüber hinaus auch in einigen kleinen und mittelständischen Kabelnetzen zu empfangen.

### HD+ IP
Unter dem Angebot HD+ IP werden seit Dezember 2021 die HD-Sender des HD+-Angebots auch über das Internet empfangbar gemacht, ein Satelliten- oder Kabelanschluss ist nicht mehr notwendig. Die Verfügbarkeit ist unabhängig vom Internetanbieter.

## HD+-Dienste

Logo des HD+-Angebots „Smart TV“

HD+ Smart TV war ein Angebot der HD PLUS GmbH in Zusammenarbeit mit verschiedensten Kooperationspartnern wie zum Beispiel der Tageszeitung Bild, dem Sportmagazin Kicker oder der Programmzeitschrift TV Movie. Seit November 2013 waren über 100 Apps über HD+ Smart TV verfügbar. Um die jeweiligen Apps auf dem Fernseher benutzen zu können, benötigte der Receiver Internetzugang via WLAN oder Kabel. Seit 2019 bietet HD+ die Komfort-Funktion an, die in zahlreichen TV-Geräten der Hersteller Samsung, Panasonic und in Vestel-Markengeräten integriert ist und die es ermöglicht, ausgewählte Sendungen per Neustart von Anfang an zu sehen. Zudem haben Nutzer hierüber Zugriff auf Mediatheken mehrerer Privatsender und können einen interaktiven TV-Guide mit individueller Suche nutzen, ohne dass dadurch Zusatzkosten entstehen. Die Komfort-Funktion löste das Smart-TV-Angebot HD+ RePlay ab, das Ende 2012 gestartet war. Mit der HbbTV-Operator-App für HD+ kann der Nutzer alle Vorteile von HD+ sowie der HD+ Komfort-Funktion ohne zusätzliche Hardware nutzen. In der App enthalten sind alle gängigen freien HD-Sender sowie die im HD+ Sender-Paket enthaltenen 24 privaten HD- und zwei UHD-Sender. Nach der Installation ist die HbbTV OpApp ohne Registrierung für sechs Monate kostenlos nutzbar. Erst danach fallen die üblichen Kosten für eine HD+ Verlängerung oder das HD+ Abo an. Ende 2012 ging HD+ RePlay an den Start und ermöglichte es, Inhalte der Mediatheken mehrerer Privatsender über einen Sat-Receiver mit Internetanschluss für den Zeitraum von einer Woche nach der Ausstrahlung in TV-Sendequalität anzusehen. Ende September 2018 wurde der Service von HD+ eingestellt.

### HD+ OpApp und HD+-Komfort-Funktion
Im Jahr 2019 wurde HD+ mittels einer eigenes entwickelten HbbTV-Operator-App HD+ direkt in TVs integriert verfügbar. Mit dieser OpApp wird auch die sogenannte HD+ Komfort-Funktion angeboten und ist in zahlreichen TV-Geräten integriert.
In der TV-App sind alle gängigen freien HD-Sender enthalten sowie die im HD+-Sender-Paket enthaltenen 26 privaten HD- und drei UHD-Sender. Nach der Installation ist die HbbTV OpApp ohne Registrierung für sechs Monate kostenlos nutzbar, anschließend fallen die üblichen Kosten für eine HD+-Verlängerung oder das HD+-Abo an. Auf aktuellen Geräten von Panasonic kann der Nutzer nach Installation der TV-App wählen, ob er HD+ über Satellit oder über IP nutzen möchte. Die Abonnenten können diese ohne weitere Kosten nutzen.
Die Komfort-Funktion beinhaltet die Neustart-Funktion, mit der ausgewählte, bereits angelaufene Sendungen neu gestartet werden können. Zudem haben Nutzer hierüber Zugriff auf Mediatheken mehrerer Privatsender und können einen interaktiven TV-Guide mit individueller Suche nutzen, ohne dass dadurch Zusatzkosten entstehen. Die UHD-Switch Funktion beinhaltet einen automatischen Umschalthinweis, sobald eine Sendung in UHD-Qualität ausgestrahlt wird. Eine weitere Funktion ist Jetzt Live: Damit werden Zuschauer über das aktuell laufende TV-Programm informiert. Eine Filterung nach verschiedenen Genres ist möglich.

### HD+ ToGo
Das Zusatzangebot HD+ ToGo ist über die mobile App von HD+ verfügbar, die sowohl auf iOS- als auch auf Android-Geräten nutzbar ist. Das Angebot ist sowohl für HD+-Abo-Kunden sowie Mietmodul-Kunden erhältlich und beinhaltet u. a. die Funktionen Neustart und Mediatheken. Nutzer können bis zu zwei Streams auf unterschiedlichen Geräten gleichzeitig ansehen und haben dafür Zugriff auf über 80 HD-Sender. Weitere Funktionen der App sind der TV-Guide (EPG), TV-Tipps sowie die Suchfunktion. HD+ ToGo kann in allen EU-Ländern genutzt werden.

## Kritik
Die HD Plus GmbH erhielt von der Computerzeitschrift Chip die Negativauszeichnung „Bremse des Jahres 2010“, da die Nutzer spezielle Empfangstechnik kaufen und zudem eine jährliche Gebühr zahlen müssten und zudem die Möglichkeit bestünde, dass die Privatsender auf diese Weise einige Funktionen wie zeitversetztes Fernsehen unterbinden könnten.
Im Mai 2010 führte das Bundeskartellamt eine Razzia bei der RTL Group und ProSiebenSat.1 durch, wegen Verdachts der unerlaubten Absprache und Bildung eines Kartells bei der Verschlüsselung von Digitalprogrammen. Damals regte sich auch von Seiten der Industrie zunehmend Kritik an HD+.
Im Februar 2011 führte das Bundeskartellamt erneut eine Razzia bei den Unternehmen RTL Group und ProSiebenSat.1 durch. Es ging dabei wieder um den Verdacht der unerlaubten Absprache und Bildung eines Kartells bei der Verschlüsselung von Digitalprogrammen, in diesem Fall bezogen auf die Verschlüsselung von Programmen in SD-Qualität. Von den Nachermittlungen betroffen waren zudem auch eventuelle Absprachen über Kopierschutzsignale und Anti-Werbeblocker.
Ein kritisch über die Kundenseite von HD+ und CI+ berichtendes, professionell aufgemachtes Video wurde von YouTube nach einer Beschwerde durch die HD-Plus GmbH aufgrund einer nicht näher genannten Urheberrechtsverletzung gelöscht. Der Urheber des Videos ist nicht bekannt. Nach der Löschung des Videos wurden von anderen YouTube-Usern Kopien des Videos als Gegenreaktion erneut hochgeladen. Außerdem wurde in einem Blog eine Reaktion des Videoerstellers veröffentlicht. Im Dezember 2010 teilte RTL-Chefin Anke Schäferkordt mit, dass das normale SD-Fernsehen der RTL-Gruppe mit den gleichen Restriktionen wie HD+ eingeschränkt werden soll. Somit könnten Zuschauer z. B. die Werbung bei aufgenommenen Sendungen und Filmen nicht mehr überspringen.
In der Satvision, Heft 1/2011, wurde das HD-Angebot der HD+-Plattform (RTL, Sat.1, ProSieben, VOX usw.) und das des Pay-TV-Anbieters Sky überprüft. Bei HD+ wurde dabei bewertet, dass es „noch ein weiter Weg“ bis zur echten HD-Ausstrahlung sei.
Die Kritikpunkte im Einzelnen waren:
- Kunden werden noch enger an einen Pay-TV-Anbieter gebunden, da es nicht möglich ist, unterschiedliche Verschlüsselungen anzuwenden (Twin- oder Multi-CAM). Damit ein Kunde z. B. abwechselnd Arena und Sky oder ORF, SF und SkyAT empfangen kann, müsste er jedes Mal das CAM wechseln.
- Die Nutzung von DVB-Receivern wird gegenüber dem CI-1.0-Standard durch ein Konsortium erheblich eingeschränkt (s. o.). Bereits 2010 war in vielen der neuen TV-Geräten und DVB-S-Receivern eine CI+-Schnittstelle eingebaut.[44]
- Mit dem Empfang von HD+ entstehen zusätzliche Kosten. Zudem musste 2010 ein neuer CI+-fähiger Receiver gekauft werden, wenn ein Receiver-Hersteller für einen vorhandenen Receiver keine geeignete Software-Aktualisierung (und CI Legacy-Modul) anbot. Viele neue Fernsehgeräte werden heute mit CI+-Schnittstelle und Sat-Tuner angeboten. Es gelten weiterhin die genannten technischen Einschränkungen.
- Multituner-Lösungen, die den parallelen Empfang von mehr als einer Sendung ermöglichen (z. B. Aufnehmen und Fernsehen gleichzeitig, Bild-im-Bild), verloren ihre Funktionalität, da nur eine Sendung entschlüsselt wird.
- Multiroom-Lösungen, in dem (a) ein zentraler Receiver im Haus das dekodierte TV-Signal oder (b) ein „TV-Server“ TV-Aufnahmen über z. B. ein Netzwerk mehreren Empfängern im Haus zur Verfügung stellt, sind nicht möglich.

In der Folgezeit kamen linuxbasierte Receiver und HTPC auf den Markt, die die in der Kritik angesprochenen Probleme abschwächen. Die Dreambox ist zum Beispiel in der Lage, mittels einer HD+-Karte und entsprechendem Softcam die Sender zu entschlüsseln und ohne Einschränkungen zu nutzen, sowie unverschlüsselte HD-Aufzeichnungen zu ermöglichen. Andere Receiver können mit alternativen CAMs ein ähnliches Ergebnis erzielen.

## Österreich
Das Pendant zu HD+ in Österreich ist HD Austria.